# Acanthacis
Acanthacis is een geslacht van neteldieren uit de klasse van de Anthozoa (bloemdieren).

## Soorten
- Acanthacis austrea Deichmann, 1936
- Acanthacis scabra Deichmann, 1936